# Metjenosets
Metjenosets (russisk: Меченосец) er en russisk spillefilm fra 2006 af Filipp Jankovskij.

## Medvirkende
- Artjom Tkatjenko som Sasja
- Tjulpan Khamatova som Katja
- Aleksej Gorbunov som Klim
- Tatjana Ljutaeva som Bella
- Leonid Gromov som Rosjin